# Microrégion d'Uberaba
La microrégion de Uberaba est l'une des sept microrégions qui subdivisent la région du triangle mineiro et Haut-Paranaíba, dans l'État du Minas Gerais au Brésil.
Elle comporte 7 municipalités qui regroupaient 382 056 habitants en 2016 pour une superficie totale de 9 361 km2.

## Municipalités
- Água Comprida
- Campo Florido
- Conceição das Alagoas
- Conquista
- Delta
- Uberaba
- Veríssimo

## Remarques
En 2017, l'Institut brésilien de statistique et de géographie (IBGE) a éteint les mésorégions et micro-régions existantes, créant un nouveau cadre régional brésilien, avec de nouvelles divisions géographiques appelées respectivement : Régions Géographiques Intermédiaires et Immédiates.